# Mohamed Hossain Milzer
Mohamed Hossain Milzer, född 11 februari 1967, är en friidrottare från Bangladesh. Han deltog vid olympiska sommarspelen 1988.